# Muntiacus muntjak
Il muntjak della Sonda (Muntiacus muntjak Zimmermann, 1780), detto anche muntjak rosso meridionale (per distinguerlo da quello settentrionale, M. vaginalis), è una delle più comuni specie di muntjak. Fino a pochi anni fa, all'interno del taxon M. muntjak venivano classificati anche la suddetta specie M. vaginalis e M. montanus, endemica di Sumatra, ma ora si tende a considerare queste ultime come specie a parte.

## Descrizione
Come tutti i muntjak, anche quello della Sonda è una specie molto piccola: raggiunge infatti i 55 cm alla spalla, anche se è un po' più alto di groppa. I maschi hanno lunghi canini superiori simili a zanne e alcune piccolissime ramificazioni sulla parte superiore dei lunghi pedicelli (o rosette) pelosi. Questi pedicelli continuano fin giù sulla faccia, spesso convergendo a V. Le femmine non presentano alcuna ramificazione e i corti pedicelli sono delle protuberanze ossee coperte di ciuffi di peli. Il mantello è rossastro.

## Distribuzione e habitat
Il muntjak della Sonda vive nella penisola malese, su quasi tutte le Grandi Isole della Sonda (Borneo, Giava, Bali e Sumatra) e su molte altre isole più piccole. A Sumatra e nel Borneo condivide l'areale con altre due specie di muntjak, rispettivamente M. montanus e M. atherodes. Lungo l'Istmo di Kra, ai confini settentrionali della sua area di diffusione, il suo areale diviene più difficile da delimitare, data la somiglianza con M. vaginalis, ma sicuramente vive nel sud della Thailandia e, forse, nelle regioni più meridionali del Myanmar. È scomparso da Singapore. Vive quasi esclusivamente all'interno delle foreste pluviali tropicali.

## Biologia
La dieta del muntjak della Sonda è composta soprattutto da frutta, germogli, fiori ed erba. Nel parco nazionale di Taman Negara, in Malaysia, le trappole fotografiche hanno dimostrato che i muntjak ivi presenti hanno abitudini prevalentemente diurne, mentre quelli di Gunung Leuser, sull'isola di Sumatra, nonché quelli della parte orientale di Giava, sono catemerali (alternano, cioè, cicli di attività notturna). Il muntjak della Sonda è un animale solitario e territoriale, in grado di riprodursi in qualsiasi periodo dell'anno. Tuttavia, in alcune femmine munite di radiocollare nel parco nazionale di Baluran, a Giava, non è stato riscontrato alcun comportamento territoriale, ma ciò può essere dovuto al fatto che durante la stagione secca, a differenza di quella delle piogge, i confini dei territori tendono a sovrapporsi.